# Timothy Olyphant
Timothy Olyphant (Honolulu, Havaji, SAD, 20. svibnja 1968.) je američki filmski i televizijski glumac. Najpoznatiji je po televizijskim ulogama šerifa Setha Bullocka u Deadwoodu i saveznog šerifa Raylana Givensa u Pravedniku te filmovima Vrisak 2, Nestali u 60 sekundi, Djevojka iz susjedstva, Umri muški 4.0 i Hitman.
Američki glumac je mahom poznat po ulogama negativaca ili barem ambigvitetnih karaktera, podrugljiva i pomalo odbojna lica, doima se kao ljepša i mlađa verzija Jacka Nicholsona. Također, Olyphant je prihvaćao i provokativnije interpretacije pa je glumio biseksualca Brata u filmu Advice from a Caterpillar, homoseksualca Dennisa u Klubu slomljenih srdaca te porno producenta i svodnika Kellyja Simona u komediji Djevojka iz susjedstva.

## Počeci
Timothy je rođen na Havajima kao sin Johna i Katherine Olyphant. Kasnije se obitelj preselila u kalifornijski grad Modesto koji se nalazi sjeveroistočno od San Francisca. Olyphant je u dobi od šest godina počeo trenirati plivanje dok se u srednjoj školi ozbiljno bavio tim sportom pod vodstvom trenera Darrella Lohrkea. Bio je dobar plivač te je 1986. godine nastupio u finalu nacionalnog prvenstva u disciplini 200 m slobodno. Iste godine je maturirao u srednjoj školi Fred C. Beyer.
S plivanjem je nastavio i na Sveučilištu Southern California gdje je studirao finu umjetnost. Tada je počeo pohađati satove glume. Nakon diplome odlučio se preseliti u New York kako bi ondje studirao glumu. Dvije godine je pohađao satove glume na William Esper Studiju nakon čega je počeo s glumačkim radom.

## Karijera
Timothy Olyphant je profesionalni debi na Broadwayju ostvario 1995. godine u drami Monogamist gdje je tumačio Tima Hapgooda. Zbog te uloge mu je uručena Nagrada za izvrstan glumački debi. Nakon toga glumac se vraća u Los Angeles u potrazi za filmskim ulogama.
Filmski debi ostvario je manjom ulogom u Klubu prvih supruga dok je u Vrisku 2 tumačio ciničnog studenta Mickeyja. 2000. godine je glumio u akcijskom filmu Nestali u 60 sekundi s Nicolasom Cageom, Angelinom Jolie i Robertom Duvallom.
U filmu Djevojka iz susjedstva iz 2004., Olymphant je tumačio filmskog producenta porno filmova da bi iste godine glumcu bila dodijeljena glavna uloga šerifa Setha Bullocka u TV seriji Deadwood. Sam Timothy Olymphant je svoju ulogu opisao kao "kompliciranu i kompleksnu".
Tijekom 2007. godine Olyphant je glumio cyber-terorista Thomasa Gabriela u akcijskom trileru Umri muški 4.0 te plaćenika u filmskoj ekranizaciji računalne igre Hitman. Za potrebe tog filma, glumac je obrijao glavu.
2009. godine Olyphant glumi u hororu Luđaci u kojem tumači glavnu ulogu šerifa Davida koji sa suprugom namjerava pobjeći iz zaraženog gradića kojeg je vojska odlučila uništiti.
U proljeće 2010. glumcu je dodijeljena glavna uloga u TV seriji Pravednik a iste godine je imao gostujuću ulogu u TV seriji U uredu (sedma sezona). Riječ je o američkoj ekranizaciji britanskog originala U uredu a Olyphant je tumačio uspješnog trgovačkog putnika Dannyja Cordrayja koji se bavi prodajom papira.
Osim kao glumac, Timothy je 2008. posudio glas marincu Cowboyju u računalnoj igri Turok. Također, u FPS-u Call of Duty: Modern Warfare 3 iz 2011. godine, dao je glas naredniku Alfredu Grinchu. Također, dao je glas Duhu Zapada u animiranom filmu Rango.

## Privatni život
Olyphant je od 1991. u braku s Alexis Knief. Njih dvoje žive zajedno s troje djece u LA-u. Par ima kćeri Grace Katherine i Vivian te sina Henryja. 

## Filmografija

### Filmovi
| Godina | Film                                      | Hrv. prijevod          | Uloga                      | Bilješke                                   |
| ------ | ----------------------------------------- | ---------------------- | -------------------------- | ------------------------------------------ |
| 1996.  | The First Wives Club                      | Klub prvih supruga     | Brett Artounian            |                                            |
| 1997.  | A Life Less Ordinary                      | Ne tako običan život   | Hiker                      |                                            |
| 1997.  | Scream 2                                  | Vrisak 2               | Mickey Altieri             |                                            |
| 1998.  | 1999 (Girls and Boys)                     | 1999 (Cure i dečki)    | Hooks                      |                                            |
| 1998.  | When Trumpets Fade                        | Kad trube utihnu       | Poručnik Terrence Lukas    |                                            |
| 1999.  | No Vacancy                                |                        | Luke                       |                                            |
| 1999.  | Go                                        | Divlja noć             | Todd Gaines                |                                            |
| 1999.  | Advice from a Caterpillar                 |                        | Brat                       |                                            |
| 2000.  | The Broken Hearts Club: A Romantic Comedy | Klub slomljenih srdaca | Dennis                     |                                            |
| 2000.  | Gone in 60 Seconds                        | Nestali u 60 sekundi   | Detektiv Drycoff           |                                            |
| 2001.  | Head over Heels                           | Zaljubljeni do ušiju   | Michael                    |                                            |
| 2001.  | Auggie Rose                               | Auggie Rose            | Roy Mason                  |                                            |
| 2001.  | Rock Star                                 |                        | Rob Malcolm                |                                            |
| 2001.  | Doppelganger                              |                        | Brian                      |                                            |
| 2002.  | Coastlines                                |                        | Sonny Mann                 |                                            |
| 2003.  | The Safety of Objects                     |                        | Randy                      |                                            |
| 2003.  | Dreamcatcher                              | Zamka za snove         | Pete Moore                 |                                            |
| 2003.  | A Man Apart                               | Kartel                 | Hollywood Jack             |                                            |
| 2004.  | The Girl Next Door                        | Djevojka iz susjedstva | Kelly Simon                |                                            |
| 2007.  | Catch and Release                         | Uhvati i ostavi        | Fritz                      |                                            |
| 2007.  | Die Hard 4.0                              | Umri muški 4.0         | Thomas Gabriel             |                                            |
| 2007.  | Hitman                                    | Hitman                 | Agent 47                   |                                            |
| 2008.  | Stop-Loss                                 | Povratak na bojište    | Poručnik Boot Miller       |                                            |
| 2008.  | Meet Bill                                 |                        | Chip                       |                                            |
| 2009.  | A Perfect Getaway                         |                        | Nick                       |                                            |
| 2009.  | High Life                                 | U oblacima             | Dick                       |                                            |
| 2010.  | The Crazies                               | Luđaci                 | Okružni šerif David Dutten |                                            |
| 2010.  | Elektra Luxx                              | Elektra Luxx           | Del                        |                                            |
| 2011.  | I Am Number Four                          | Ja sam broj četiri     | Henri                      |                                            |
| 2011.  | Rango                                     | Rango                  | Duh Zapada                 | Animirani film u kojem je glumac dao glas. |
| 2014.  | Bone Tomahawk                             |                        | John Brooder               | Pretprodukcija.                            |

### Televizija
| Godina        | Film             | Hrv. prijevod            | Uloga                       | Bilješke |
| ------------- | ---------------- | ------------------------ | --------------------------- | --- |
| 1996.         | Mr. & Mrs. Smith | Gospodin i gospođa Smith | Scooby                      | Gostujuća uloga u pilot epizodi. |
| 1997. – 1998. | High Incident    |                          | Brett Farraday              | Glumio je u tri epizode. |
| 1998.         | Sex and the City | Seks i grad              | Sam                         | Gostujuća uloga u jednoj epizodi. |
| 2002.         | Night Visions    |                          | Eli                         | Gostujuća uloga u jednoj epizodi. |
| 2004. – 2006. | Deadwood         | Deadwood                 | Šerif Seth Bullock          | Glavna uloga koju je tumačio u svih 36 epizoda. Nominacija za Screen Actors Guild Award u kategoriji glavne muške uloge u dramskoj seriji.                                                               |
| 2006.         | My Name Is Earl  | Zovem se Earl            | Billy Reed                  | Gostujuća uloga u jednoj epizodi. |
| 2009.         | Samantha Who?    |                          | Winston Funk                | Gostujuća uloga u jednoj epizodi. |
| 2009. – 2010. | Damages          | Opasna igra              | Wes Krulik                  | Glumac je bio standardan u drugoj dok je u trećoj sezoni imao gostujuću ulogu. |
| 2010.         | The Office       | U uredu                  | Danny Cordray               | Gostujuća uloga u epizodama The Sting i Costume Contest. |
| 2010. - danas | Justified        | Pravednik                | savezni šerif Raylan Givens | Glavna uloga u TV seriji. Glumac je nagrađen sa Satellite Award u kategoriji glavne muške uloge u dramskoj seriji. Nominacija za Primetime Emmy Award u kategoriji glavne muške uloge u dramskoj seriji. |
| 2012.         | The League       |                          | Wesley                      | Gostujuća uloga u jednoj epizodi. |
| 2013.         | Archer           | Archer                   | Lucas Troy                  | Animirana serija u kojoj je glumac dao glas u jednoj epizodi. |

## Vanjske poveznice
- Mojtv.hr - Timothy Olyphant
- Port.hr - Timothy Olyphant
- Profil glumca na IMDB.com